# José Jerónimo Zelaya Fiallos
José Jerónimo de Zelaya Fiallos (n. Tegucigalpa, febrero de 1780-ibídem, 5 de abril de 1869) fue un militar y político de inclinación conservadora y jefe de Estado de Honduras entre el 30 de octubre y el 27 de noviembre de 1827.

## Biografía
José Jerónimo Zelaya Fiallos, nació en el año 1780 en la villa de Tegucigalpa.
Sus padres fueron Juan José Zelaya Midence y María de la Rosa Fiallos Peña y Castejón; entre sus hermanos se cuenta a Bárbara Zelaya Fiallos (madre de Juan Lindo).
En 1807, contrajo matrimonio en Guatemala con Joaquina Josefa de Zelaya Vidaúrre con quien procreó a Lorenzo Zelaya Zelaya (1828-¿?).

### Ascendencia
Bosquejo del árbol genealógico de Juan Jerónimo Zelaya Fiallos.
|  |                                             |  |  |  |  |  |  |  |  |  |  |  |  |  |  |  |
|  | 4. Joseph Zelaya                            |  |  |  |  |  |  |  |  |  |  |  |  |  |  |  |
|  |                                             |  |  |  |  |  |  |  |  |  |  |  |  |  |  |  |
|  |                                             |  |  |  |  |  |  |  |  |  |  |  |  |  |  |  |
|  | 2. Juan José Zelaya Midence                 |  |  |  |  |  |  |  |  |  |  |  |  |  |  |  |
|  |                                             |  |  |  |  |  |  |  |  |  |  |  |  |  |  |  |
|  |                                             |  |  |  |  |  |  |  |  |  |  |  |  |  |  |  |
|  | 5. Antonia Midence                          |  |  |  |  |  |  |  |  |  |  |  |  |  |  |  |
|  |                                             |  |  |  |  |  |  |  |  |  |  |  |  |  |  |  |
|  |                                             |  |  |  |  |  |  |  |  |  |  |  |  |  |  |  |
|  | 1. José Jerónimo Zelaya Fiallos             |  |  |  |  |  |  |  |  |  |  |  |  |  |  |  |
|  |                                             |  |  |  |  |  |  |  |  |  |  |  |  |  |  |  |
|  |                                             |  |  |  |  |  |  |  |  |  |  |  |  |  |  |  |
|  | 6. Manuel Fiallos Peña                      |  |  |  |  |  |  |  |  |  |  |  |  |  |  |  |
|  |                                             |  |  |  |  |  |  |  |  |  |  |  |  |  |  |  |
|  |                                             |  |  |  |  |  |  |  |  |  |  |  |  |  |  |  |
|  | 3. María de la Rosa Fiallos Peña y Castejón |  |  |  |  |  |  |  |  |  |  |  |  |  |  |  |
|  |                                             |  |  |  |  |  |  |  |  |  |  |  |  |  |  |  |
|  |                                             |  |  |  |  |  |  |  |  |  |  |  |  |  |  |  |
|  | 7. Isabel Castejón Díaz                     |  |  |  |  |  |  |  |  |  |  |  |  |  |  |  |
|  |                                             |  |  |  |  |  |  |  |  |  |  |  |  |  |  |  |
|  |                                             |  |  |  |  |  |  |  |  |  |  |  |  |  |  |  |

Su vida política comenzó en 1820, cuando fue nombrado diputado provincial por Gracias (duró un año en el cargo, hasta 1821). En 1824 fue nombrado diputado al Congreso federal.

## Jefatura de Estado
El 13 de septiembre de 1827 fue nombrado jefe de Estado por el Congreso convocado por el teniente coronel José Justo Milla. Su gobierno fue en calidad provisional por cuanto a las dificultades políticas y sociales existentes en la nación. Su gobierno fue reconocido únicamente por la Municipalidad de Santa Bárbara lugar donde ejerció su breve mandato.
Consecuentemente en Comayagua, sede de la capital hondureña, era Vicejefe de Estado del señor Miguel Eusebio Bustamante.
Tras la derrota de Justo Milla en noviembre de 1827 en la Batalla de La Trinidad, a manos del general Francisco Morazán, la Jefatura fue reclamada por este en Tegucigalpa, seguidamente el general José Jerónimo Zelaya Fiallos le hace entrega de la titularidad absoluta a través de Bustamante.